# Oleh Houssyev
Pour les articles homonymes, voir Goussev.
Oleh Anatoliyovytch Houssyev, en ukrainien, Гусєв Олег Анатолійович, né le 25 avril 1983 à Stepanivka (Ukraine), est un footballeur  international ukrainien.

## Biographie
Le 30 mars 2014, lors d'un match de championnat avec son club le Dynamo Kiev, il manque de s'étouffer avec sa langue après un contact avec le gardien du club adverse. Il est alors secouru par Jaba Kankava, le milieu défensif adverse. Le joueur se précipite alors pour lui dégager les voies respiratoires. Par la suite, Oleg est secouru par les médecins sur place. Cette action a été qualifiée d’héroïque par la presse internationale.  

### En équipe nationale
Goussev participe à la coupe du monde 2006 avec l'équipe d'Ukraine.

## Palmarès
- Dynamo Kiev
  - Vainqueur du Championnat d'Ukraine en 2004, 2007, 2009, 2015 et 2016.
  - Vainqueur de la Coupe d'Ukraine en 2005, 2006, 2007 et 2015.
  - Vainqueur de la Supercoupe d'Ukraine en 2004, 2006, 2007, 2009 et 2011.